# Jehan Raymond
Pour les articles homonymes, voir Raymond.
Léon Cahen dit Jehan Raymond, né le 28 novembre 1849 à Paris, où il est mort le 6 juin 1930, est un peintre, décorateur, designer et enseignant français, spécialisé dans le cuir et rattaché au courant Art nouveau.

## Biographie
Vers 1900, à Paris, Jehan Raymond, artiste peintre de formation, ouvre l'Académie d'arts décoratifs au 49 rue Blanche, qu'il réserve aux femmes : cette école enseigne le dessin et tous les arts appliqués. 
Fin 1902, il conçoit un anneau de serviette pour les étrennes des jeunes lecteurs du magazine Le Petit Français illustré.
Dans la presse, il est bientôt défini comme artiste touche-à-tout, inventif et « corioplaste » [cuiroplaste ?] vivant à Montrouge, consacrant sa vie au travail du cuir gravé, ciselé, ou patiné. Il officie en tant que gainier, relieur et ébéniste. Ses objets sont influencés par le japonisme et Puvis de Chavannes. Il produit aussi des bijoux à partir d'émail cloisonné. L'une de ses créations, un coffret, a été offert à la reine d'Italie en visite en France un an plus tôt. 
En juillet 1904, il dépose le brevet d'invention pour un système de « bouton tous supports adhérent universel ».
Il est également professeur à l'école Boulle et à l'école Duperré,,. 
Entre 1909 et 1912, il présente ses créations en cuir au Salon des artistes français. En 1912, il y reçoit une mention honorable. Entre 1910 et 1929, ses nombreux élèves se présentent au Salon.

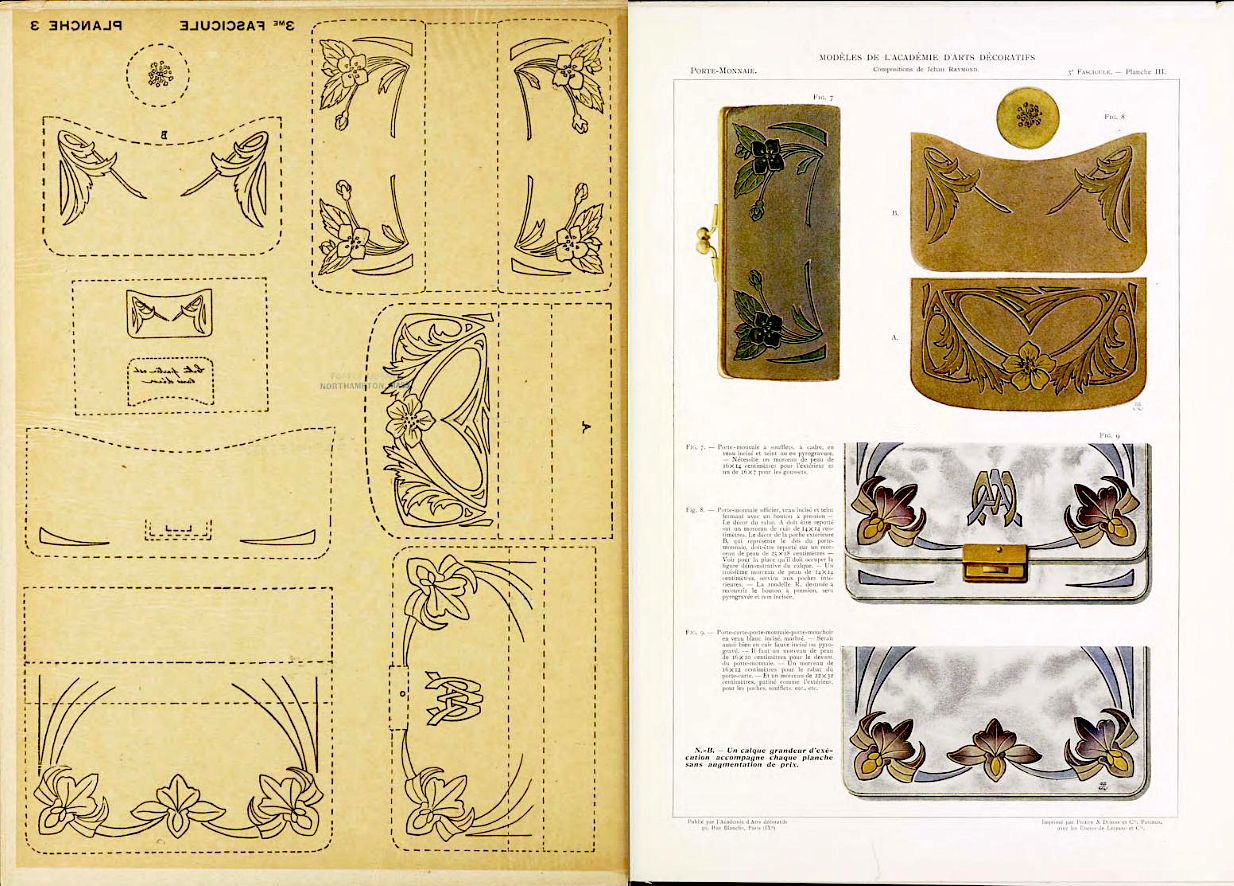
Planche pour l'ornement d'un porte-monnaie, 1908.

En 1908, il publie chez la librairie Renouard et Henri Laurens un album pédagogique fruit de son enseignement à l'Académie d'arts décoratifs, Le Cuir, compositions artistiques contenant 172 modèles en couleurs sous forme de fascicules sous calques, relatifs à des objets recouverts ou composés de cuir comme des cadres, boîtes, reliures, ceintures, portefeuilles, dans un style Art nouveau ; l'ouvrage est également publié à Chicago chez G. Broes Van Dort. Certaines de ses créations, des émaux, sont reproduites en couverture de la revue Le Mois littéraire et pittoresque.
Il meurt à Paris 5e, le 6 juin 1930,.
Ses objets et reliures en cuir ciselé sont réputés et marquent, dans la lignée de celles d'Eugène Belville et Marius-Michel, les créations arts décoratifs du premier quart du XXe siècle.